# بوشو أرجواني
بوشو أرجواني (الاسم العلمي:Agathosma purpurea) هو نوع من النباتات يتبع جنس البوشو من الفصيلة السذابية.